# Pancéřování

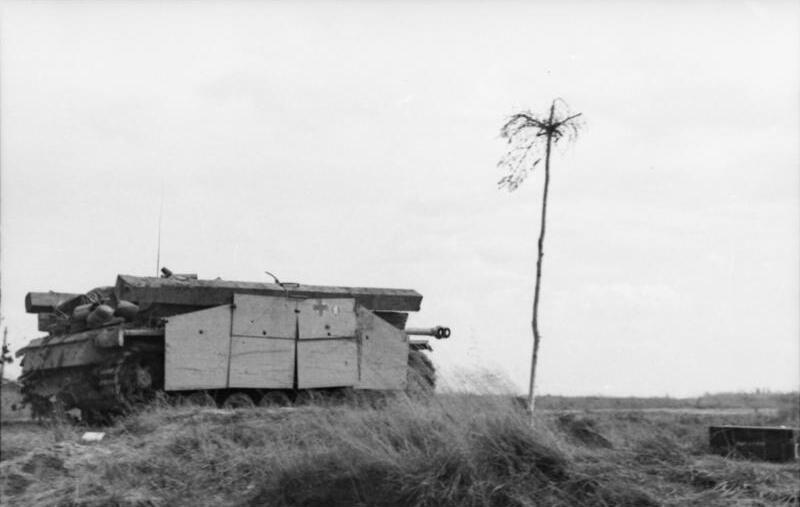
Sturmgeschütz III s přídavným pancéřováním Schürzen

Pancéřování znamená ochranu osob, zařízení či majetku před vnějším mechanickým poškozením, zejména úmyslným. Zároveň znamená i povrchovou ochrannou vrstvu, vyrobenou z kovu, kompozitu, keramiky nebo z kombinace těchto materiálů. V historii hrálo významnou úlohu při ochraně bojovníků (štít, kyrys, přilba atd.), v současnosti je nejčastěji určena k ochraně lodě, tanku, letadla, obrněného vozidla atp. před nepřátelskou palbou. Při výrobě pancéřování je třeba přitom volit kompromis mezi dvěma požadavky: pancíř musí být co nejodolnější a chránit vozidlo co nejúčinněji a přitom být co možná nejlehčí, aby nesnižoval rychlost a životnost chráněného stroje. Tohoto účelu se dosahuje jednak volbou vhodných materiálů, jednak nerovnoměrným rozložením síly a tvarováním pancíře. Nezanedbatelná je ovšem i výrobní cena a složitost daného typu pancíře.

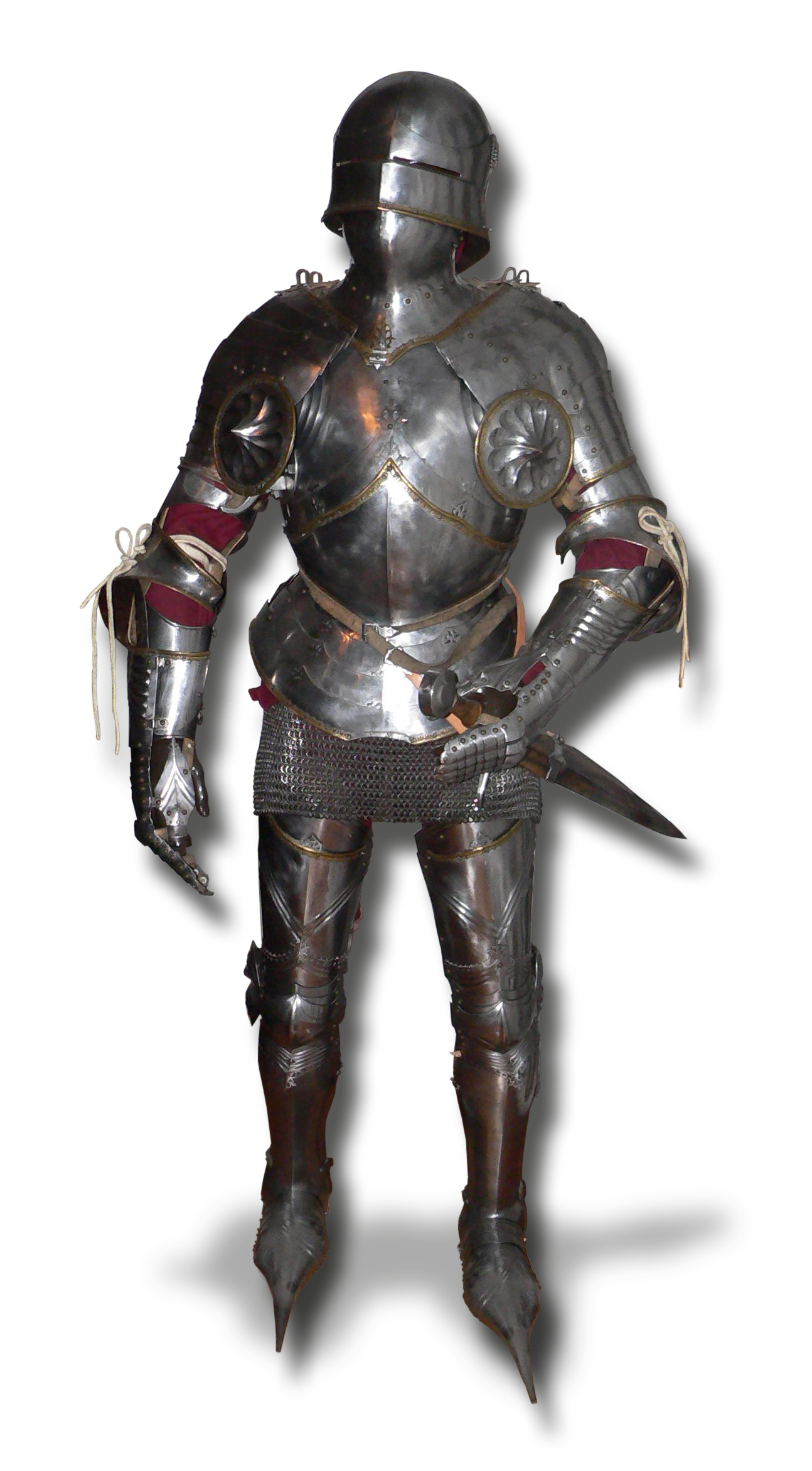
Rytířská zbroj, 16. století

## Princip
Nejen lidé, ale i zvířata hledají obranu před napadením predátory, případně i mechanickým poškozením zvenčí. Typickým příkladem je krunýř želvy nebo chitinová skořápka hmyzu. U člověka se především jednalo o ochranu citlivých částí těla (hlava, hruď) před zraněním v boji, kdežto pracovní přilby horníků a stavebních dělníků řadíme mezi ochranné pomůcky. Kožené i kovové přilby, štíty, hrudní pancíře (kyrysy) i chrániče končetin se našly už v předhistorických dobách a rozvíjely se až do novověku. Jistého vrcholu dosáhly v Evropě v 16. a 17. století v podobě ozdobných kovových zbrojí, které ovšem s rozvojem střelných zbraní ztrácely na významu.
Účinnost pancéřování závisí jednak na pevnosti jeho materiálu, ale také na jeho tvaru a struktuře (prohnutí, vyklenutí, různé vrstvy). Na materiálu závisí hlavně odolnost proti bodovým tlakům a nárazům (např. šípu nebo střely), kdežto vhodný tvar lépe vzdoruje plošným tlakům.
Jak se zdokonalovaly a šířily střelné zbraně, ztrácela osobní zbroj smysl a zbyla z ní jen přilba. Pancéřování tak dnes znamená ochranu lodí, vozidel, letadel atd. proti střelám různého druhu. To může znamenat snahu,
1. aby střela do pancíře vůbec nepronikla,
2. aby ji pancíř utlumil,
3. anebo aby ji zneškodnil dříve, než zasáhne chráněný objekt.

V posledním případě mluvíme o „aktivním pancéřování“, které například při doteku střely vybuchne a tím ji zničí. K utlumení střely se používá vrstvené pancéřování, kombinace ocelových vrstev s keramikou nebo i houževnatými tkaninami.

## Pancéřování lodí

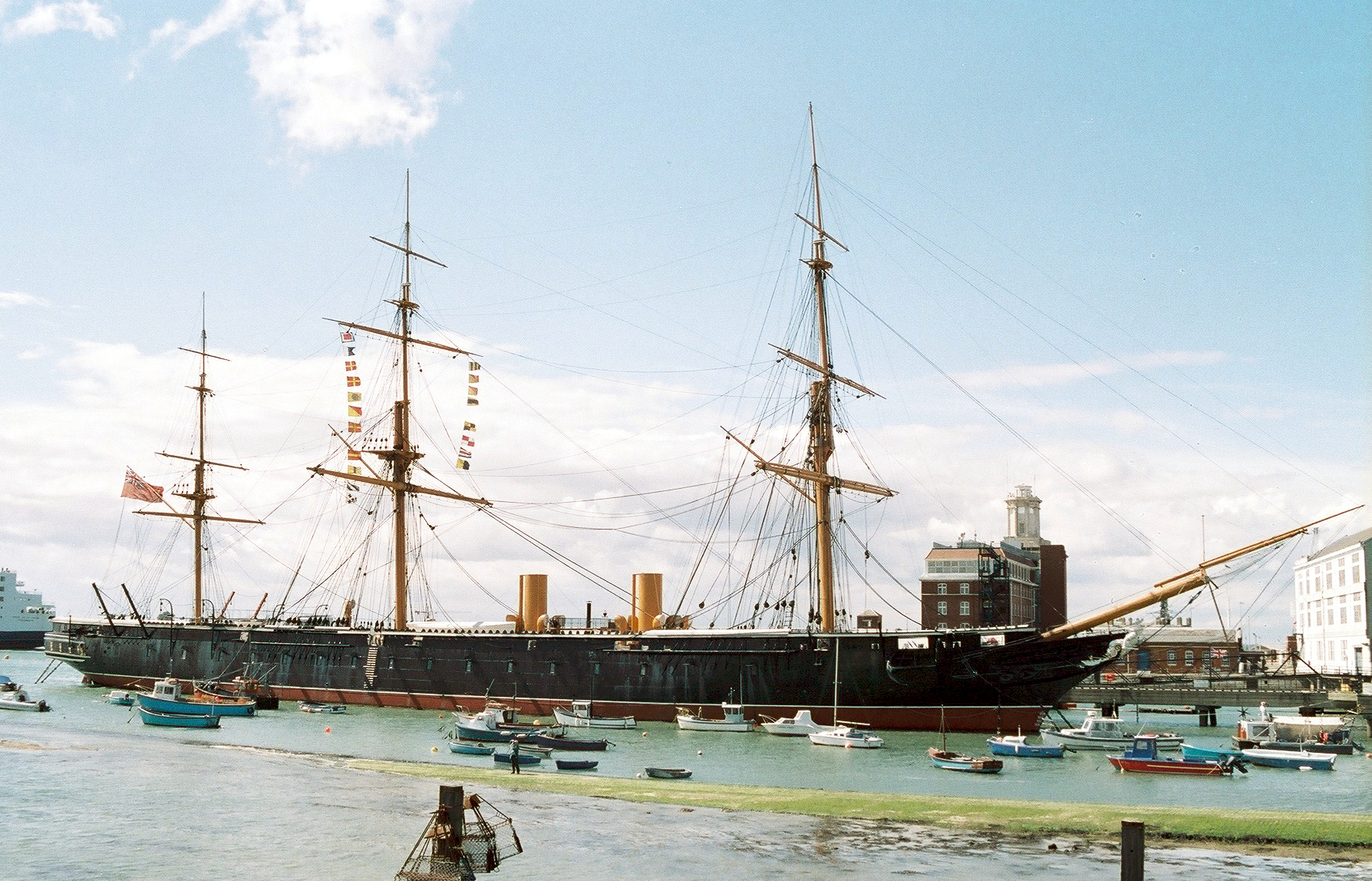
HMS Warrior

Prvními masivně pancéřovanými bojovými prostředky byly lodě. I když první civilní loď ze železa byla spuštěna na vodu už v roce 1821, první vážné pokusy s pancéřováním válečných lodí proběhly až kolem poloviny 19. století, s masovou výrobou oceli a výkonnými parními stroji. První lodě s pancířem tloušťky 120 mm použila úspěšně Francie v krymské válce (1853-1856). Úspěch takto chráněných lodí podnítil francouzskou admiralitu, konkrétně jejího hlavního konstruktéra Henri Dupuy de Lôme v roce 1858 ke stavbě první velké pancéřované lodi La Gloire. Tato ještě dřevěná loď měla 120mm železný pancíř, což bylo technologické maximum, dosažitelné v té době. Británie odpověděla stavbou lodi HMS Warrior, už stavěné z oceli, která měla na železném trupu 457mm vrstvu teakového dřeva a na ní 114 mm silný železný pancíř. Teakové dřevo mělo chránit trup i při velké deformaci pancíře a střelu tlumit.
Za americké občanské války, při blokádě Konfederace, se v bitvě na Hampton Roads v roce 1862 střetly pancéřované lodě s dřevěnými válečnými loděmi i mezi sebou navzájem. Ukázalo se, že loď bez pancéřování nemá praktickou bojovou hodnotu.
S postupným zdokonalováním materiálů i vývojem děl se měnily lodní pancíře. Kombinace železo – teakové dřevo – železo byla po zdokonalení výroby oceli nahrazena ocelo-železnými a po nalezení vhodných druhů oceli nakonec i čistě ocelovými pancíři. Svého vrcholu dosáhla konstrukce pancéřových lodí v první polovině 20. století ve formě bitevních lodí.

## Pancéřování vozidel

### Homogenní pancíř

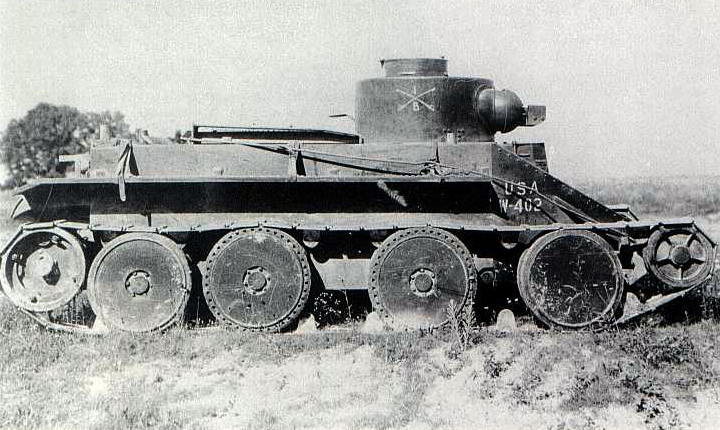
Typ Christie M1931 (T1) z 1931 se skloněným předním pancířem.

Prvním typem pancéřování pozemních vozidel byl homogenní ocelový pancíř, který se objevil s příchodem prvních obrněných vozů a tanků a posádku chránil před pěchotou. Jeho účinnost lze zvýšit vhodným tvarováním ploch vozidla a jejich sklonem, který má vliv na úhel dopadu střely a tím i efektivní tloušťku pancíře. Toto opatření má účinek proti klasickým kinetickým průbojným granátům, avšak proti kumulativním nábojům je faktorem ovlivňujícím odolnost pancíře pouze jeho tloušťka (snižuje však pravděpodobnost aktivace nálože, ke které dochází jen při zásahu pod určitým úhlem). Homogenní pancíř je vyráběn ze slitinových ocelí tepelně zpracovaných ke zvýšení houževnatosti, pevnosti a povrchové tvrdosti. Je užit u tanků 1. a 2. generace.
Homogenní pancíř je také používán pro pancéřování vozidel pro důležité osoby (politici, klíčoví svědci atp.) Takto pancéřovaná jsou většinou vozidla osobní, která se však vnějším vzhledem neliší od běžných typů. Bývá zesílen podvozek a instalován silnější motor, protože narostla i hmotnost vozidla. Přesné hodnoty tloušťky pancíře, jeho složení a stupeň odolnosti jsou utajovány automobilkami zabývajícími se výrobou těchto vozů. Neoficiální zdroje uvádějí, že pancéřovaná limuzína pro nejvyšší politiky je schopna zajistit přežití posádky i při zásahu staršími typy protitankových střel.
Během druhé světové války vylepšovaly posádky své stroje různými přídavnými pancíři, např. náhradními pásy, pytli s pískem a podobně. Také se poprvé objevil experiment s vrstveným pancéřováním, kdy na tanku M4 Sherman bylo instalováno několik kapes s křemenným pískem.

### Vrstvený pancíř
Nehomogenní vrstvený pancíř se skládá z vícero vrstev, jako je ocel, hliníkové slitiny, keramické destičky, uhlíkových vláken, plastických hmot. Objevil se v 60. letech na sovětském tanku T64. V 80. letech (americký M1 Abrams a britský Challenger 1). Ti používají vrstvený pancíř, který se nazývá Chobham a byl vyvinut v Anglii.
Základem je homogenní pancíř, avšak uvnitř je keramická deska v kompozitovém pouzdře.
Tím prudce vzrostla odolnost pancéřových desek proti kinetickým a zejména kumulativním střelám HEAT. Kompozitové pouzdro tlumí rázy vznikající v pancíři. Za nevýhodu je nutno považovat fakt, že některé starší typy se nedaly tvarovat tak dobře jako homogenní pancíř (na tanku je lze rozeznat podle rovných ploch). Typickým příkladem je tank M1 Abrams a německý Leopard 2. I ruské tanky mají některá exponovaná místa kryta tímto pancířem (T-80, T-90). Vrstvený pancíř je široce užit u tanků 3. a 3,5. generace.
Vrstvený pancíř složený z desek oceli a aluminia lze najít např. na vozidle M2 Bradley. Tento pancíř není tak odolný jako keramický, ale vykazuje lepší vlastnosti než homogenní. Jeho pozitivem je nižší cena.

### Reaktivní pancéřování

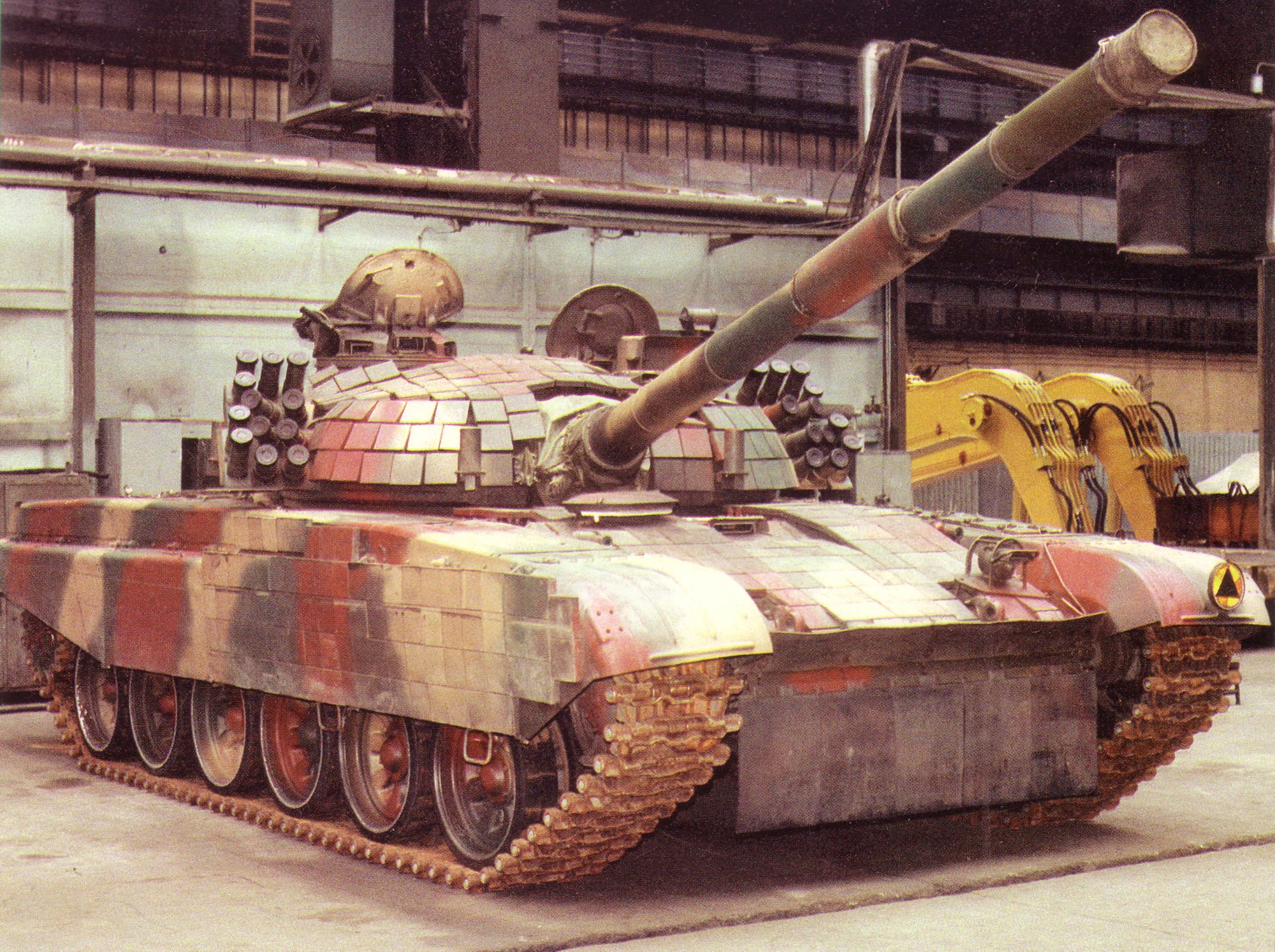
Polský tank PT-91 Twardy ověšený schránkami reaktivního pancéřování

Reaktivní pancéřování (někdy též aktivní pancéřování) tvoří kovové schránky naplněné trhavinou mezi dvěma ocelovými plechy, rozmístěné na exponovaných místech tanku (jedná se tedy o přídavné pancéřování tanku). Při dopadu protitankové kumulativní střely na aktivní pancíř přivede kumulativní paprsek trhavinu k explozi, která vrhne ocelové plechy šikmo vzhůru. Tím se paprsku kumulativní střely staví do cesty stále další vrstva oceli (dokud se plechy nepropálí do konce), spotřebovává se energie kumulativního paprsku střely a narušuje se jeho kontinuita. Tak prudce klesne účinek střely na hlavní pancíř tanku pod reaktivním pancířem. Tento pancíř lze najít např. na modernizovaných verzích tanku T-80. Tento pancíř má ale zásadní nevýhody a proto je jeho použití omezené. Jednak nefunguje proti tandemovým střelám (celý se vybije na první), jednak mohou destičky masakrovat pěchotu doprovázející tanky, což je vysoce nežádoucí. Průkopníkem v použití reaktivního pancéřování byla Izraelská armáda.

### Budoucnost pancéřování

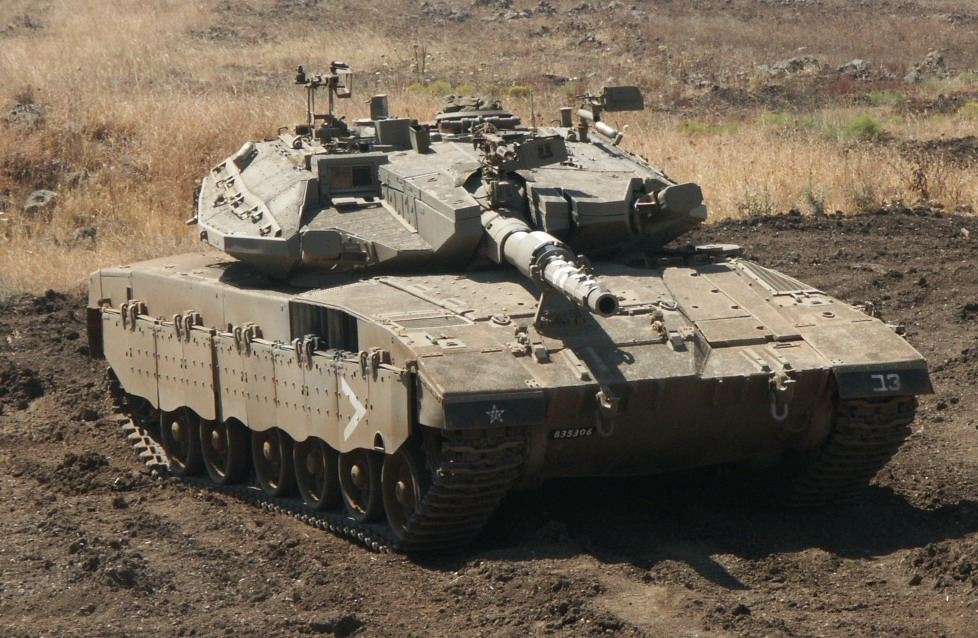
Merkava s extrémně zkoseným pancéřováním

U tanků 4. generace se počítá s několika variantami. Britská armáda uvažuje o celokompozitovém pancéřování, které vykazuje zvýšenou odolnost oproti keramickému vrstvenému a má mnohem nižší hmotnost.
Americká armáda testuje systém elektromagnetického pancéřování. Pancéřování vozidla tvoří pancéřové desky, které fungují jako velký kondenzátor. Pokud senzorický systém zjistí přilétající střelu, vydá povel k vybití energie kondenzátoru do přibližující se střely. Dochází k deformaci nebo roztavení střely vlivem vysoké teploty. Tento systém funguje především proti kumulativním střelám, které obsahují velké množství vodivé mědi.

## Pancéřování letadel
Pancéřování letadel je silně omezeno požadavkem na minimální hmotnost. Proto jsou jím vybaveny jen některé druhy letadel – speciálně bitevní letouny.
První pokusy s pancéřovou ochranou prováděly válčící strany za 1. světové války. Vznikly jak typy letadel, vybavené jen odnímatelnými pancéřovými pláty, chránícími posádku, tak i kompletně pancéřovaná letadla. Angličané sestrojili v roce 1915 těžký hydroplán s pancéřovou kabinou včetně neprůstřelných skel (A.D. 1000), ale ten se nevznesl výše než 10 m nad hladinu. V dalším roce války přišli Němci s letouny, vybavenými přídavnými pláty kolem prostoru posádky, nádrží a motoru. Než se stačilo pancéřování více vyvinout, válka skončila. Za druhé světové války se stalo pancéřování standardem pro bitevní letouny a je tomu tak dodnes. Silné pancéřování má například americký bitevník A-10 Thunderbolt II, kdy se uvádí, že část pilotní kabiny, tzv. "titanová vana", je odolná proti vysoce explozivním granátům až do ráže 23 mm (což byla ráže rychlopalného samohybného protiletadlového komplexu ZSU-23-4 Šilka). Jeho sovětskou obdobou byl letoun Suchoj Su-25. Silně pancéřované jsou rovněž bitevní vrtulníky, jako je například AH-64 Apache nebo Mil Mi-28. Některé jejich části mají podobně účinné pancéřování, zejména se jedná o kabinu a rotor. Méně účinné pancéřování, odolné proti běžným pěchotním zbraním najdete i u lehkého bitevního letadla L-159 Alca z Aera Vodochody.